# Sonetti dell'amore oscuro
I sonetti dell'amore oscuro ("Sonetos del amor oscuro") sono una breve raccolta di versi del poeta e drammaturgo spagnolo del XX secolo Federico García Lorca (1898-1936). Gli undici sonetti sono stati scritti durante gli ultimi anni di vita dell'autore, poco prima di essere fucilato dai miliziani di Francisco Franco, e sono interamente dedicati all'omoerotismo e al desiderio omosessuale; sono stati pubblicati postumi soltanto a metà degli anni '80.
Non è pertanto un libro definitivo stabilito dall'autore, e le diverse edizioni variano sia nell'indice che nel titolo, a seconda delle fonti su cui si basa l'editore. I titoli sono:
1. «Soneto de la guirnalda de rosas»
2. «Soneto de la dulce queja»
3. «Llagas de amor»
4. «Soneto de la carta» («El poeta pide a su amor que le escriba»)
5. «El poeta dice la verdad»
6. «El poeta habla por teléfono con el amor»
7. «El poeta pregunta a su amor por la "Ciudad Encantada" de Cuenca»
8. «Soneto gongorino en que el poeta manda a su amor una paloma»
9. «¡Ay voz secreta del amor oscuro!»
10. «El amor duerme en el pecho del poeta»
11. «Noche del amor insomne».